# Andoni Canela
Andoni Canela Urizar (Tudela, Navarra, 1969) es un fotógrafo español especializado en naturaleza y medio ambiente.

## Biografía
Andoni Canela Urizar nació en Tudela, Navarra, en 1969. Es licenciado en periodismo por la Universidad Autónoma de Barcelona y graduado en fotografía en el London College of Printing (UK).
Desde 1994, trabaja como fotógrafo, periodista y realizador de documentales. Su último trabajo es la película documental El viaje de Unai , que fue estrenada en septiembre de 2016 en Madrid y fue seleccionada oficialmente como candidata a los Premios Goya como mejor película documental.
Ha publicado más de una docena de libros sobre fauna salvaje y temas de naturaleza y medio ambiente. Su último libro, La llamada del puma (2015), con textos de Meritxell Margarit, muestra un viaje de más de un año por todos los continentes en busca de animales salvajes junto a su familia. Antes, había publicado Durmiendo con lobos, que trata sobre el lobo ibérico en libertad. En 2013, publicó Looking for Fochas, que muestra un año de observación con su hijo en el lago de Banyoles donde vive con su familia. Entre sus obras anteriores, destaca La Mirada Salvaje. Encuentros con la fauna ibérica, que reúne más de un centenar de animales fotografiados en libertad en su hábitats ibéricos y narra en primera persona los encuentros con las especies más representativas. Otros libros de autor son: El Águila Imperial Ibérica, El Oso Cantábrico, Un viaje soñado, Aether, la esencia de los cuatro elementos o Planeta Fútbol. Muchos de sus libros se han traducido a varios idiomas.
Andoni Canela ha fotografiado desiertos, selvas tropicales, glaciares, volcanes, mares y montañas en los cinco continentes. También ha realizado numerosos proyectos destinados a documentar la biología de la fauna amenazada de distintos hábitats: el tigre de bengala en la India, el oso panda en la China, la ballena gris de Baja California o el oso polar en el Ártico son algunos ejemplos. Ha fotografiando en libertad las especies más emblemáticas de la fauna ibérica: el oso pardo, el lobo, el lince, el quebrantahuesos o el águila imperial. En 2009, recibió el Premio Godó de Fotoperiodismo por un reportaje sobre el lobo ibérico.
Sus fotografías aparecen regularmente en medios de comunicación como National Geographic, La Vanguardia, El País, BBC Wildlife, Newsweek y Sunday Times.
Su obra ha sido exhibida en numerosas exposiciones individuales y colectivas en España, Portugal, Italia, Inglaterra y Corea. Cabe destacar exposiciones de autor como El Ártico se rompe, una muestra que actualmente itinera por todo el territorio español contando los efectos del cambio climático sobre el Ártico. También son significativias La Mirada Salvaje y Tierra de Linces, ambas destinadas a divulgar el valor de la fauna ibérica, que fueron itinerantes y se exhibieron en distintos puntos de España (museos de ciencias naturales de Madrid, Valencia y Valladolid, Museo de Jaén, Diputación de Sevilla, Bilbao, etc.) y Portugal (Jardín Botánico de Lisboa, Fundación Serralves de Oporto, Castillo de Silves, Évora) durante 2010 y 2011.
En 2017 junto a su esposa Meritxell Margarit, y sus dos hijos, rodó para Cuatro, el programa Espíritu salvaje, en escenarios naturales de los cinco continentes.

## Obra

### Libros de autor
- 1998. Catalunya, una mirada (selección de textos de Meritxell Margarit). Ediciones P.A.U.
- 2003. Planeta fútbol (texto de Rodolfo Chisleanschi). Editorial Blume.
- 2007. Aether. La esencia de los cuatro elementos (textos de Meritxell Margarit, Sergio Rossi y Fernando Urízar). Editorial Mediterrània.
- 2008. Un viaje soñado (texto de Xavier Moret). Biplano.
- 2008. El Oso Cantábrico (texto de Fundación Oso Pardo). Caja Madrid /FOP.
- 2009. La Mirada Salvaje. Encuentros con la fauna ibérica (texto de Andoni Canela y Eva van der Berg). Editorial Blume.
- 2011. Parcs naturals pas a pas. Xarxa de parcs naturals de la Diputació de Barcelona (texto de Xavier Moret). Diputació de Barcelona.
- 2012. El Águila Imperial Ibérica (enlace roto disponible en Internet Archive; véase el historial, la primera versión y la última).. Fundación BBVA y Fundación Amigos del Águila Imperial.
- 2013. Looking for fochas. P.A.U. Education.
- 2014. Durmiendo con lobos (con textos del autor y de Juan Carlos Blanco). CálaOh! Books.
- 2015. La llamada del puma (con textos de Meritxell Margarit)
- 2024. Territorio lobo : retrato del lobo en España y Portugal (9788409671656)

### Reportajes destacados
- Agosto de 2004. Baobabs, raíces de África. En National Geographic España.
- Marzo de 2005. Pirineos en invierno. En National Geographic España.
- Julio de 2005. Costa Rica: en el bosque nuboso. En "National Geographic" España.
- Agosto de 2005. Costa Rica: las tierras bajas. En National Geographic España.
- Mayo de 2007. Tras la huella del oso pardo. En National Geographic España y Portugal.
- Septiembre de 2012. Pandas, tesoros entre los bambús. En National Geographic España y Portugal. Archivado el 12 de marzo de 2013 en Wayback Machine.
- Marzo de 2014. Bisontes, salvados al límite. En El Magazine de La Vanguardia.
- Julio de 2014. De caza con el puma. En El Magazine de La Vanguardia.
- Enero de 2015. El cazador infalible (sobre el cocodrilo de agua salada). En El Magazine de La Vanguardia. Archivado el 29 de junio de 2015 en Wayback Machine.
- Marzo de 2015. El ave de los dos cuernos (sobre el cálao bicorne). En El Magazine de La Vanguardia. (enlace roto disponible en Internet Archive; véase el historial, la primera versión y la última).

### Libros colectivos
- 2010. La huella de Félix (texto de Odile Rodríguez de la Fuente). Editorial Grijalbo.

### Principales exposiciones
- 2007.  Éter, la esencia de los cuatro elementos. España.
- 2008. Mar de mares (con la pintora Assumpció Mateu). España.
- 2008. Expo Agua. (Pabellón de América Latina Expo Zaragoza). España.
- 2010. La Mirada Salvaje. España.
- 2010. En Tierra de Linces Archivado el 4 de marzo de 2016 en Wayback Machine.. España y Portugal.
- 2010. Los cuatro elementos, Jardín Botánico de Gijón, Asturias. España.
- 2011. Flaixos. Exposición como fotógrafo invitado de la FotoMercè 2010. España.
- 2013. El Ártico se rompe. Exposición itinerante. España. Obra Social "la Caixa".

### Premios
- 1995. Finalista del Fotopress por un reportaje sobre los incendios de Cataluña durante el verano de 1994.
- 1998. Premio de Barcelona Promoció por un reportaje de Barcelona publicado en El Magazine de La Vanguardia.
- 2009. Premio Godó de Fotoperiodismo por un reportaje sobre el lobo ibérico publicado en El Magazine de La Vanguardia.